# Френклинвил (Њујорк)
Френклинвил (енгл. Franklinville) град је у америчкој савезној држави Њујорк.

## Демографија
По попису из 2010. године број становника је 1.740, што је 115 (-6,2%) становника мање него 2000. године.
| Група             | 2000.         | 2010.         |
| Белци             | 1.820 (98,1%) | 1.669 (95,9%) |
| Афроамериканци    | 0 (0,0%)      | 1 (0,1%)      |
| Азијати           | 7 (0,4%)      | 15 (0,9%)     |
| Хиспаноамериканци | 12 (0,6%)     | 29 (1,7%)     |
| Укупно            | 1.855         | 1.740         |